# Anti-inflammatoire non stéroïdien
Les anti-inflammatoires non stéroïdiens, souvent abrégés en AINS, sont des médicaments aux propriétés antalgiques, antipyrétiques et anti-inflammatoires. Ils réduisent la douleur, la fièvre et l'inflammation. Le terme « non stéroïdien » est utilisé pour les distinguer des glucocorticoïdes (appelés communément corticoïdes), qui (parmi un large éventail d'effets) ont une semblable action anti-inflammatoire (dépression des eicosanoïdes). Le terme a été introduit dans les années 1960 pour marquer la distinction avec la cortisone et ses dérivés.
Les deux plus connus sont l'aspirine (au dosage de 1 000 mg en une prise chez l'adulte) et l'ibuprofène.
Le paracétamol n'est pas un AINS, ce qui autorise leur association dans la prise en charge de la douleur ou de la fièvre.

## Mécanismes d'action
Les AINS sont des inhibiteurs de la cyclooxygénase. Ils produisent leurs actions en inhibant la formation de prostaglandines et de thromboxane.
McMurry et Begley explicitent, dans leur ouvrage The Organic Chemistry of Biological Pathways, seconde édition, du 11 janvier 2016 (W. H. Freeman), que la synthèse de la cyclooxygénase est initiée (p. 366) par un oxydant (l'ion peroxynitrite) qui est aussi un agent nitrant très puissant en présence de dioxyde de carbone. Ainsi, le paracétamol est partiellement métabolisé in vivo en 3-nitroparacétamol[réf. non conforme]. La présence dans ces AINS de cycles aromatiques activés vis-à-vis de la substitution électrophile aromatique explique la consommation par ces AINS de ce peroxynitrite, très présent dans les inflammations, et donc l'inhibition de la synthèse de la cyclooxygénase.

## Présentation
La plupart des AINS se présentent sous forme de comprimés.
Il existe des AINS sous forme de pommade ou de crème pour une application locale et des suppositoires, avec une absorption systémique théoriquement faible[réf. non conforme].
Le terme « anti-inflammatoire non stéroïdien » a été introduit dans les années 1960 pour marquer la distinction avec la cortisone et ses dérivés, aux effets iatrogènes parfois tragiques dans leur utilisation faite à cette époque. Il apparut d'abord dans un texte écrit par Michael W. Whitehouse, et fut vite popularisé.

## Exemples

### Acide acétylsalicylique et acétylsalicylate de lysine
L'acide acétylsalicylique est communément appelé « aspirine », ainsi que l'acétylsalicylate de lysine :
- Algérie : Acepral, Lysogic, Aspegic ;
- Canada : Aspirine (Bayer), AAS ;
- Belgique : Acenterine, Afebryl, Alka-Seltzer, Asaflow, Aspirine (Bayer), Aspro, Aspégic, Cardioaspirine, Cardiphar, Dispril, Sedergine, Tampyrine ;
- France : Actron, Afebryl, Aspégic, Kardégic, Aspirine du Rhône, Aspirine Upsa, Salipran, etc. ;
- Suisse : Alcacyl, Alka-Seltzer, ASA-Tabs, Aspégic, Aspirine et Aspirine Cardio (Bayer), Aspro 500, ASS-Mepha, Juridin, Kardégic, ASS, Tiatral 100 SR, Togal.

### Autres salicylés
- Salicylate de méthyle
- Diflunisal

### Dérivés arylacétiques (ou arylalkanoïques)

#### Diclofénac et ses sels (Na, K)
- Algérie : Biofenac, Clofenal, Diclofenal, Voltarène, Votrex, Voltum, Rapidus(dicolfénac de potassium).
- Belgique :
  - oral : Cataflam, Diclofemed, Diclofenac Bexal, Diclofenac EG, Diclofenac Sandoz, Diclofenac Teva, Diclofenac-Ratiopharm et Diclofenac-k-Ratiopharm, Diclotop, Docdiclofe, Motifene, Polyflam, Voltaren ;
  - topique : Flector Tissugel, Ocubrax, Voltamicin, Voltapatch Tissugel, Voltaren.
- France : Artotec, Flector, Solaraze, Voldal et Voltarène, Xenid.
- Maroc : Cataflam, Clofen, Diclo, Diclomax, Difal, Fenac, Voltarène, Xenid.
- Suisse : Deflamat, Diclac Lipogel, diclo-basan et diclo-basan Gel, Diclofenac Helvepharm; Diclosifar Gel et Diclosifar-retard, Ecofenac et Ecofenac Lipogel, Effigel, Flector, Flector EP, Flector-Retard, Fortenac, Inflamac, Olfen et Olfen Patch, Primofenac, Tonopan, Vifenac Gel, Voltaren, Voltaren Dolo, Voltaren Emulgel, Voltaren Ophtha.
- Tunisie : Voltarène, Voltarène LP, Artotec, Dicloced, Diclofen, Diclogesic, Diclopal, Dicloreum, Volfenac, Votrex, Xedol, etc.

#### Association diclofénac plus misoprostol
Le misoprostol est un protecteur de la muqueuse gastrique. Cette association est utilisée chez les patients dont le risque de développer des ulcérations gastriques et intestinales dues aux AINS est élevé.
Le 27 août 2018, l'Agence nationale de sécurité du médicament et des produits de santé française annonce la fin de la commercialisation d'Artotec (diclofénac/misoprostol). Les spécialités Artotec 50 mg/0,2 mg et 0,75 mg/0,2 mg ne sont donc plus disponibles depuis le 1er octobre 2018.

#### Acéclofénac
- Air-tal (Belgique).
- Biofenac (Belgique).
- Cartrex (France).

#### Sulindac
- Clinoril (Belgique).

#### Kétorolac (trométamol)
- Taradyl amp. i.m. ou i.v. (Belgique).
- Tora-dol i.m. ou i.v. (Suisse).

### Acides 2-arylpropioniques (profènes)

#### Ibuprofène
- Algérie : Xydol.
- Belgique : 
  - oral : Adulfen lysine, Advil-mono, Brufen, Buprophar, Dolofin, Épsilon, Ibumed, Ibuprofen Sandoz, Ibuprofen Teva Laboratoires, Ibuprofene EG, Ibu-slow, Junifen, Malafene, Nurofen, Perviam, Solufen, Spidifen ;
  - local : Dolofin, Extrapan, Ibuprofen Teva, Ibutop, Nurofen.
- Canada : Advil, Motrin.
- Chine : Buluofen 布洛芬 ; appellations commerciales : Fenbide 芬必得, Fennikang 芬尼康, Yawei 雅维.
- France : Advil, Anadvil et Rhinadvil, Antarène, Brufen, Cliptol, Dolgit et Ergix, Expanfen, Gélufène, Hémagène, Ibutop, Intralgis, Nureflex et Nurofen, Solufen, Spedifen, Tiburon, Upfen, Vicks Rhume.
- Maroc : Nurodol, Agifène, Algantil, Analgyl, Antarene, Brufen, Dolgit, Intralgis, Rhumex, trifene.
- Suisse : Algifor et Algifor-L, Artofen Gel, Brufen, Dismenol N, Dolocyl, Dolo-Dismenol, Dolo-Spedifen, Ecoprofen, Grefen, Ibufen-L, Ibuprofène Helvepharm, Ibusifar, Iproben-200, Irfen, Melabon, Nurofen, Optifen, Saridon N, Spedifen.

#### Association ibuprofène plus codéine
- Belgique :
  - Adulfen plus codéine ;
  - Nurofen plus codéine.
- France : Antarène Codéine (200 mg/30 mg et 400 mg/60 mg).

#### Association ibuprofène plus hydrocodone
- France : Vicoprofen.

#### Kétoprofène
- Algérie : le kétoprofène est connu sous le nom Profénid.
- Belgique : le kétoprofène est surtout connu sous le nom Rofénid. Le médicament est désormais en générique.
- France : le kétoprofène est connu sous les noms Profénid, Kétum, Toprec, etc. Le médicament étant désormais en générique.
- Maroc : le kétoprofène est connu sous les noms Bi-profenid, Flexen, Ketoflex, Ketum, Profenid, Toprec, etc.
- Suisse : le kétoprofène est connu sous le nom Ketesse.
- Tunisie : le kétoprofène est connu sous les noms Profénid, Kétum, Axen, Flexen, Ketofen, Ketomed, etc.

#### Dexkétoprofène
Connu en Suisse sous le nom Ketesse.

#### Naproxène et naproxène sodique
- Algérie : Nopain, Narex.
- Belgique : Aleve, Apranax, Naproflam, Naprosyne, Naproxen Teva, Naproxene EG.
- Canada : Aleve, Novo-Naprox.
- France : Aleve, Apranax, Naprosyne.
- Suisse : Aleve, Apranax, Naproxène-Mepha, Nycopren, Proxen.

#### Oxaprozine
- Duraprox (Belgique).

#### Flurbiprofène
- Algérie : Antadys, Antadine, Flubifen, XYDOL GYN.
- Belgique : Froben.
- France : Antadys, Cebutid, Strefen.
- Tunisie : Antafen.

### Dérivés indoliques

#### Indométacine (ou indométhacine)
- Algérie : Indomet.
- Belgique : Dolcidium, Indocid, Indocid i.v.
- France : Indocid, Chrono-Indocid, Indocin, Dolcidium-Gé, Indobiotic, Indocollyre.
- Maroc : Indolan, Indopharm.

#### Proglumétacine
- Belgique : Tolindol.

#### Acide tiaprofénique
- France : Surgam, Flanid.

### Oxicams

#### Méloxicam
- Belgique et France : Mobic.
- Roumanie : Recoxa.

#### Piroxicam et piroxicam (β-cyclodextrine)
- Algérie : Fenoxam, Painoxam, Felcam, Felden, Piroxen, Prixam.
- Belgique[7] :
  - Piroxicam oral : Docpiroxi, Feldene, Merck-piroxicam, Piromed, Piroxicam Bexal, Piroxicam EG, Piroxicam-Ratiopharm, Piroxicam Sandoz, Piroxicam Teva, Piroxicam-Ratiopharm, Piroxitop, Piroxymed, Polydene, Solicam ;
  - Piroxicam local : Feldene, Piromed ;
  - Piroxicam (β-cyclodextrine) (oral) : Brexine et Brexine Dryfiz.
- France : Feldène et Geldène, Inflaced, Zofora, Brexin.
- Maroc : Brexin, Feldene, Oxidene, Remox, Riacen, Solicam, Zildam, Zofora, etc.
- Suisse : Felden, Pirocam Spirig, Pirosol, Piroxicam Helvepharm, Piroxicam-Mepha.

#### Ténoxicam
- Belgique : Tilcotil.
- Maroc : Doxican en trois boîtes de dix et vingt gélules à 20 mg, et six suppositoires à 20 mg (Laboratoire Aphric Phar sous licence AZEVEDOS).

### CINOD

#### Naproxcinod
Le naproxcinod est un composé anti-inflammatoire donneur d’oxyde nitrique, premier de la classe des CINOD (Cyclooxygenase-Inhibiting Nitric Oxide Donators, inhibiteurs de cyclooxygénase donneurs d’oxyde nitrique), supposé avoir des effets indésirables moindres sur la pression artérielle et la muqueuse digestive.
En mai 2010, les comités consultatifs conjoints sur l'arthrose et sur la sécurité des médicaments et la gestion des risques de la Food and Drug Administration américaine (FDA) n'ont pas recommandé l'approbation du naproxcinod aux États-Unis, en l'absence d'études supplémentaires portant sur la sécurité d'emploi.
La décision finale de la FDA sera prise en juillet 2010. Un dossier de demande d'autorisation de mise sur le marché (AMM) auprès de l'Agence européenne des médicaments (European Medicines Agency, EMA) est également déposé depuis décembre 2009.

### Sulfonanilides
- Nimésulide

### Groupe des coxibs
Ces molécules sont des inhibiteurs sélectifs de la cyclooxygénase 2. Elles sont commercialisées depuis 2000 et avaient selon les fabricants une meilleure tolérance digestive. Celle-ci a depuis été révisée et le gain est considéré comme, au mieux, minime. 
Des soupçons d'accidents cardiaques pèsent sur le Celebrex et sur les autres coxibs, lorsqu'ils sont donnés de manière prolongée.

#### Célécoxib
- Algérie : Celebrex, Celoxib, Inicox, Rumabrex, Coxibrex, Celvex.
- Belgique, Canada, France et Suisse : Celebrex.
- Tunisie : celoxx.

#### Étoricoxib
- Belgique et France : Arcoxia.

#### Parécoxib (injectable)
- Belgique : Dynastat (hôpitaux).
- Suisse : Bextra i.v./i.m.

#### Rofécoxib
Le rofécoxib, Vioxx, VioxxDolor de Merck, a été retiré du marché à l'échelle mondiale le 30 septembre 2004 car son utilisation à long terme semble avoir entraîné de très nombreux accidents cardiovasculaires et décès.

#### Valdécoxib
- Belgique : Bextra.
- Suisse : Bextra (oral).

### Phénylbutazone
- Belgique : aucune spécialité.
- France : Butazolidine, Dextrarine phénylbutazone.
- Suisse : aucune spécialité.

### Acide niflumique
- Algérie : Niflumene, Usénil.
- Belgique : (usage local) : Nifluril, Niflugel.
- France : Flunir, Nifluril et Niflugel.
- Suisse : aucune spécialité.

### AcidesN-arylanthraniliques (acides phénamiques)
- Acide méfénamique

### Inhibiteurs COX-3?
La COX-3 est un variant d'épissage de la COX-1 (appelée également « COX-1B »).
Les transcrits de cette COX-3 ont été retrouvés dans le cortex de chien (canis familaris) mais aucun transcrit de cette COX-3 n'a encore été démontré chez le rat, la souris ou l'humain.

## Usages
- Dans certains rhumatismes inflammatoires chroniques.
- Pour le traitement symptomatique de courte durée des poussées aiguës de l'arthrose (les deux seules molécules ayant fait l'objet d'études relativement longues et de bonne qualité étant le diclofenac et le kétoprofène)[9].
- Contre la douleur, la fièvre et dans les états grippaux.

L'acide acétylsalicylique est utilisé dans la prévention secondaire (après un premier épisode) de l'infarctus du myocarde et des accidents coronariens et cardiaques.

## Contre-indications
Les AINS sont contre-indiqués en cas :
- de grossesse et allaitement ;
- d'ulcère gastroduodénal car risque d'aggravation des saignements ;
- de pathologies hémorragiques en évolution ;
- d'insuffisance rénale.

Par ailleurs :
- les AINS ne doivent pas être utilisés en cas de varicelle ou de grippe chez l'enfant du fait d'un risque de syndrome de Reye ;
- les AINS ne doivent pas être utilisés en cas de varicelle chez l'adulte et l'enfant car ils peuvent être à l’origine de complications cutanées bactériennes graves (fasciite nécrosante)[10].

## Effets indésirables
Ils sont essentiellement gastriques et cardiaques.

### Système cardiovasculaire
En cas de prise chronique, il existe une rétention hydro-sodée provoquant ou favorisant l'apparition d'un œdème des membres inférieurs et une élévation de la pression artérielle pouvant déséquilibrer une hypertension artérielle. En cas de maladie cardiaque présente, cette rétention favorise l'apparition d'une insuffisance cardiaque dont le risque est doublé par l'administration de ce type de molécules.
L'aspirine a des propriétés antiagrégantes plaquettaires avec une diminution du risque de survenue d'une maladie cardiovasculaire lorsqu'elle est prise à petites doses de manière prolongée. Cet effet n'est pas présent pour tous les AINS, certains, au contraire, majorant le risque d'infarctus du myocarde (comme pour certains coxibs).
La plupart des anti-inflammatoires non stéroïdiens (hors aspirine) augmentent le risque de maladies cardiovasculaires lorsqu'ils sont pris de manière prolongée. Cela est vrai essentiellement pour les coxibs, mais également pour d'autres molécules comme le diclofénac et l'ibuprofène, le naproxène semblant être le plus neutre pour cette complication,.
Dès la première semaine, le risque d’infarctus augmente de 48 % avec l’Ibuprofène, de 50 % avec le Diclofénac, de 53 % avec le Naproxène et de 58 % avec le Nofecoxib.
L'association avec l'aspirine n'est pas dénuée de risque : il existe un risque majoré d'accident gastrique (pour les non coxibs) et la plupart des AINS non coxibs inhibent l'action antiagrégante plaquettaire de l'aspirine.

### Estomac
Le risque d'ulcère de l'estomac est augmenté, avec ses complications (anémie par saignement, perforation), mais aussi celui d'atteinte de l'intestin grêle. Le risque ulcéreux explique la prescription concomitante d'un protecteur gastrique de type inhibiteur de la pompe à protons.
La sécurité sociale allemande dépense chaque année presque 125 millions d'euros pour la prise en charge des effets secondaires gastroentérologiques des AINS. De 1 100 à 2 200 personnes meurent chaque année en Allemagne de complications (blessures) dues aux AINS,.

### Autres
Une insuffisance rénale aiguë peut survenir, surtout en présence d’une autre affection telle insuffisance cardiaque, cirrhose hépatique avec ascite, déplétion volémique consécutive à la prise de diurétiques, restriction sodée, syndrome néphrotique, affections vasculaires, rétention hydrique, hyperkaliémie.
L'exposition au soleil est déconseillé en raison d'une possible photosensibilisation.
Il peut exister une élévation temporaire des transaminases pouvant aller jusqu'à une insuffisance hépatique aiguë.
Le risque d'avortement spontané est augmenté. Ils doivent être également évités au dernier trimestre de la grossesse, pouvant prolonger la gestation ou provoquer une fermeture prématurée du canal artériel.
Des troubles et retard de cicatrisation sont décrits.
Enfin, des complications infectieuses (essentiellement à streptocoques ou à pneumocoques) ont été signalées après de très courtes durée de traitement (deux à trois jours), y compris lorsque la prise d’AINS était associée à une antibiothérapie. Des études expérimentales ou de pharmacoépidémiologie suggèrent que des infections, en particulier à streptocoques, seraient potentiellement aggravées par la prise de ces AINS.